# Andrzej Głębocki
Andrzej Głębocki herbu Doliwa (ur. ok. 1670, zm. w 1735) – wojewoda rawski w latach 1720-1735, starosta brzeskokujawski w latach 1700-1723, starosta nieszawski.
Syn Wojciecha, sędziego ziemskiego brzeskiego i Jadwigi Malczewskiej. Brat Jana Chryzostoma, kasztelana kruszwickiego; Ludwika, cześnika brzeskokujawskiego; Bartłomieja, podkomorzego brzeskokujawskiego oraz Sebastiana.
Poślubił Zofię Olszewską, a następnie Zofię Krassowską. Trzecia żona wojewody, Domicella Walewska herbu Roch (inaczej Kolumna lub Pierzchała) była córką Adama Walewskiego, kasztelana inowłodzkiego (1684-1710). Z małżeństw urodzili się synowie: Aleksander, starosta brzeski; Hieronim i Wawrzyniec.
Piastował urząd starosty brzeskiego, następnie otrzymał starostwo nieszawskie. Poseł na sejm 1701 roku i sejm z limity 1701-1702 roku z województwa brzeskokujawskiego. Poseł na sejm 1703 roku z województwa brzeskokujawskiego. Był konsyliarzem konfederacji warszawskiej 1704 roku. W latach 1720–1735 pełnił urząd wojewody rawskiego. W czasie wojny ze Szwecją stronnik Augusta II. 
Był członkiem konfederacji generalnej zawiązanej 27 kwietnia 1733 roku na sejmie konwokacyjnym. Będąc wojewodą rawskim podpisał konfederację generalną warszawską (1733).